# Marimar (telenovela)
Marimar es una telenovela mexicana producida por Televisa. Esta marca el debut de Verónica Pimstein como productora ejecutiva  en 1994, basada en la telenovela La venganza de 1977.
Protagonizada por Thalía y Eduardo Capetillo, con las participaciones antagónicas de Chantal Andere y Alfonso Iturralde, entre otros. Cuenta con las actuaciones de Miguel Palmer, Pituka de Foronda, René Muñoz, Ada Carrasco y Tito Guízar.

## Sinopsis
Marimar es una bella joven pobre y analfabeta que vive en San Martín de la Costa con sus abuelos y su perro llamado "Pulgoso". Para no morir de hambre y alimentar a sus abuelos, Marimar roba algunos víveres. Cierto día mientras trata de llevarse verduras para poder comer de la hacienda Santibáñez, Nicandro el capataz de la hacienda la descubre e intenta aprovecharse de ella, es ahí en donde conoce a Sergio Santibáñez, un joven futbolista el cual la defiende y de quien Marimar termina enamorándose. Sin embargo, Sergio no corresponde a sus sentimientos, sino que inicia un plan para contraer matrimonio con ella sólo para contrariar a su familia: su padre Renato y su madrastra Angélica, quienes están empeñados en casarlo con Inocencia del Castillo, una señorita sin gracia alguna pero millonaria. 
Marimar pasa los peores momentos de su vida en la hacienda de los Santibáñez, pues Angélica y su hermana Antonieta se dedican a humillar a la joven de todas las maneras posibles para separar a la pareja y hacer que Sergio se aburra de ella, haciéndola quedar en ridículo delante de todos en una fiesta que Angélica organiza. Antonieta maquina un plan para hacerle creer a Sergio que Marimar lo engaña con un campesino, así que incita a la joven a tomar clases para aprender a montar a caballo con Jesús "Chuy", un joven humilde quien siempre ha estado enamorado de ella. Angélica empieza a mandar anónimos a Sergio diciéndole que su esposa lo engaña con Chuy, pero Sergio conoce la inocencia de Marimar y sabe que jamás lo engañaría como Angélica y Antonieta le quieren hacer creer. Al ver que su plan no funciona, Antonieta le ordena a Nicandro dispararle a Chuy para que culpen a Sergio del hecho y que piensen que todo lo hizo por celos. Angélica, cómplice de todo, culpa a Marimar y le dice que todo lo hizo Sergio porque él sabía que ella era amante de Chuy, a lo que Marimar furiosa y cansada de tantas humillaciones reacciona golpeando a Angélica y a Perfecta, el ama de llaves y cómplice de Angélica. Ante esto, Marimar es expulsada de la hacienda Santibañez y cae en una profunda depresión cuando Sergio le dice que no puede volver a la hacienda, es aquí en donde nuevamente vuelve a ser humillada por Angélica y Antonieta cuando les va a pedir disculpas y ellas reaccionan echándola nuevamente de la hacienda y poniendo dos perros bravos para que no se acerque más. El único apoyo de Marimar en la hacienda es la noble Corazón quien a pesar de que Angélica le prohibió darle comida ella lo hace sin importarle perder su trabajo, pues Renato también la humilla diciéndole que Sergio sólo la toma como un juguete provocando que por poco se suicide. 
Sergio viaja a trabajar para poder construirle la casita a Marimar que le había prometido, lo que aprovechan las perversas hermanas para desquiciar aún más a la joven. La peor humillación de todas es cuando Angélica la obliga a sacar una pulsera de un charco de lodo con los dientes, diciéndole que era de la madre de Sergio. Posteriormente, Angélica acusa falsamente a Marimar de robar esa misma pulsera y otras que le había regalado en complicidad con Antonieta para expulsarla de San Martín de la Costa señalándola como ladrona. En el colmo de la maldad, mientras Marimar estaba en la cárcel Angélica le ordena a Nicandro incendiar la choza de Marimar, lo que provoca la muerte de los abuelos. Además la perversa mujer escribe una carta falsa de Sergio para Marimar en donde dice que nunca la amó, que se avergüenza de ella y que jamás regresará a San Martín de la Costa.
Humillada y creyéndose sola en el mundo, Marimar se va del pueblo a la Ciudad de México con ayuda del Padre Porres, sin saber que allí vive Gustavo Aldama, su verdadero padre, quien ha estado buscándola durante muchos años. Con el nombre de Bella para que Sergio jamás la encuentre, Marimar entra a trabajar como sirvienta en la mansión Aldama. Cuando se descubre su verdadera identidad, su padre y su tía Esperanza la ayudan a estudiar para convertirla en Bella Aldama, una mujer de sociedad, culta, refinada y deseada por todos los hombres de su nuevo grupo social. Amparada por su nueva identidad, Marimar comienza su venganza contra los Santibáñez y sobre todo, contra Sergio. Sin embargo el destino los lleva a un nuevo destino. Valle Encantado, donde poco a poco una prima lejana - Brenda - es la testigo a ciegas de los planes de Marimar, convertida en Bella; en su nuevo camino de venganza Bella encontrará aún más obstáculos que la separan de la felicidad, pues Natalia Montenegro, la hija del Gobernador Fernando Montenegro quien también pretende a Bella, se obsesiona con Sergio y le hará la vida imposible.

## Elenco
- Thalía - Marimar Pérez / Bella Aldama / María del Mar Aldama Pérez
- Eduardo Capetillo - Sergio Santibáñez
- Chantal Andere - Angélica Narváez de Santibáñez
- Alfonso Iturralde (+) - Renato Santibáñez
- René Muñoz (+) - Padre Porres
- Miguel Palmer (+) - Gustavo Aldama
- Ada Carrasco (+) - Mamá Cruz Olivares de Pérez
- Tito Guízar (+) - Papá Pancho Pérez
- Guillermo García Cantú - Bernardo Duarte
- Ricardo Blume (+) - Gobernador Fernando Montenegro
- Julia Marichal (+) - Corazón
- Pituka de Foronda (+) - Tía Esperanza Aldama
- Amairani - Natalia Montenegro
- Marisol Santacruz - Mónica de la Colina
- Ana Luisa Peluffo - Selva
- Frances Ondiviela - Brenda Icaza
- Marcelo Buquet - Rodolfo San Genis
- Serrana - Alina
- Marta Zamora - Perfecta
- Luis Gatica - Jesús "Chuy" López
- Kenia Gascón - Antonieta Narváez de López
- Daniel Gauvry - Arturo Galván
- Rafael del Villar - Esteban / Rolando Alcázar
- Nicky Mondellini - Gema
- Toño Infante - Nicandro Mejía / Nazario Mejía
- Martha Ofelia Galindo - Doña Josefina
- Juan Carlos Serrán (+) - Ulises
- Indra Zuno - Inocencia del Castillo y Corcuera
- Patricia Navidad - Isabel Estrada
- Fernando Colunga - Adrián Rosales
- Javier Gómez - Ricardo
- Rosángela Balbó (+) - Eugenia
- Hortensia Clavijo "La Cucaracha" - "La Cucaracha"
- Meche Barba (+) - Doña Clorinda
- Armando Calvo (+) - Gaspar
- Ricardo Vera - Roberto Piyastre
- Lucero Lander – Lic. Elena Zavala
- Claudia Ortega - Prudencia
- Gabriela Carvajal - Herminia Pérez
- Alicia del Lago - Crescencia
- Mauricio Ferrari - Dr. Welter
- Alejandra Ley - Lupita
- Rafael Bazán - Amigo de Lupita
- Sara Montes - Edelmira
- Carlos Becerril - Voz del perro "Pulgoso"
- María Fernanda Morales - Voz de las perritas "Mimí" y "Fifí"
- Karla Barahona - Evelyn Beltrán
- Marco Uriel - Piloto
- Alberto Chávez - Ricardo
- Agustín Manzo - Él mismo
- Manuel Negrete - Él mismo
- Julio Canessa - Él mismo

## Premios y nominaciones

### Premios TVyNovelas 1995
| Categoría                                                 | Nominado(a)                                               | Resultado |
| --------------------------------------------------------- | --------------------------------------------------------- | --------- |
| Mejor actriz protagónica                                  | Thalía                                                    | Nominada  |
| Mejor actor protagónico                                   | Eduardo Capetillo                                         | Nominado  |
| Mejor villana                                             | Chantal Andere                                            | Nominada  |
| Mejor villano                                             | Toño Infante                                              | Nominado  |
| Mejor primer actor                                        | Tito Guízar                                               | Nominado  |
| Telenovela de mayor índice de audiencia en Estados Unidos | Telenovela de mayor índice de audiencia en Estados Unidos | Ganadora  |

### Premios ACE 1995
| Categoría                       | Nominado(a)       | Resultado |
| ------------------------------- | ----------------- | --------- |
| Mejor programa escénico del año | Verónica Pimstein | Ganadora  |
| Mejor figura femenina del año   | Thalía            | Ganadora  |
| Mejor figura masculina del año  | Eduardo Capetillo | Ganador   |
| Mejor dirección                 | Beatriz Sheridan  | Ganadora  |

## Versiones
- Marimar está basada en la radionovela La indomable, escrita por Inés Rodena. Estas son las versiones que se han hecho para su emisión en la televisión:
  - La indomable, producida en 1972 por RCTV y dirigida por Juan Lamata. Protagonizada por Marina Baura y Elio Rubens.
  - La venganza, producida en 1977 por Televisa de la mano de Valentín Pimstein y dirigida por Rafael Banquells. Protagonizada por Helena Rojo y Enrique Lizalde.
  - Marimar, estrenada en Filipinas en 2007 y dirigida por Mac Alejandre y Joyce E. Bernal. Protagonizada por Marian Rivera y Dingdong Dantes.
  - Alma indomable, producida en 2008 por la cadena Venevisión. Protagonizada por Scarlet Ortiz y José Ángel Llamas.
  - Corazón indomable, producida en 2013 por Televisa de la mano de Nathalie Lartilleux.  Protagonizada por Ana Brenda Contreras y Daniel Arenas.
  - MariMar, segunda versión filipina estrenada en 2015 y dirigida por Dominic Zapata. Protagonizada por Megan Young y Tom Rodríguez.

## Parodia
- Loquimar